# Valerij Kravčenko
Valerij Ivanovič Kravčenko (in russo Валерий Иванович Кравченко?; 2 febbraio 1939 – 3 settembre 1996) è stato un pallavolista sovietico, medaglia d'oro ai giochi della XIX Olimpiade, nel 1968 in Messico.
Con il  Burevestnik di Alma Ata ha vinto il campionato sovietico nel 1969, si è classificato al secondo posto nel 1968 e 1970 e al terzo nel 1971.
Nel 1968 ha ricevuto il titolo onorario di Maestro emerito dello sport per i risultati sportivi conseguiti. 
Al termine della carriera ha svolto il ruolo di allenatore.